# José Antonio Serna Ramos
José Antonio Serna Ramos (Alicante, 16 de noviembre de 1927 - Valencia, 1 de enero de 2011) fue un pintor y dibujante de historietas español. Firmó algunos de sus cómics con seudónimos tales como Jiaser, Jia o Serna. En cuanto a su trayectoria como pintor, se le asocia a la última Escuela de París formada por pintores españoles del siglo XX.
Fue «un artista reconocido por la crítica y muy versátil en su pintura». Sus obras artísticas se basan en la pintura abstracta y el surrealismo, técnicas que aprendió cuando se instaló en París, Francia, en la década de 1950. En muchas de sus obras Serna Ramos refleja aspectos y formas propias del misticismo.

## Biografía
Estudió en la  Escuela Superior de Bellas Artes de San Carlos de Valencia (1945-1948) y en el Seminario Teológico Bautista de Barcelona (1953-1955).
En 1956 viajó a París (Francia) para continuar con sus estudios y formación artística. Estudió en la Escuela de Bellas Artes de París (1956-1957), también asistió a la Academia de la Grande Chaumière de París (1958-1960).
Ilustra series de cómics como Tica, Gulliver, Bicot, Dorothée (de la banda de Bicot). Al mismo tiempo, realiza las siguientes exposiciones:
- 1962 Galería de arte Royale (París)
- 1963, 1964 Salon de la Jeune Peinture, París
- 1964 Exposición Anexo a la Bienal de París. Grupo Requiem. Galería Raspail.
- 1969 Salon des Antiquaires, París.
- 1972, 1974, 1975 Salon des Independants, París.
- 1975 Salon d'Hiver, París.

Realiza decorados de teatro en París, y ha ejercido de director artístico para Éditions Azur en París. En 1974, reportaje de T.V.E desde París.
En 1975 vuelve a España, con su mujer Chantal y sus hijos Raquel, Gala y Sara, Esdras y Baruc, los dos gemelos también siguieron los pasos de su padre así como de su bisabuelo materno, pintor grabador Andrés Charles coppier, instalándose en Barcelona. Allí trabaja para Editorial Bruguera y crea varios personajes, entre ellos, Cucaracho, Maff y Osso, Pepe Trola, Tica con guionistas como Julio Fernández y Jaume Ribera.
En 1975, inicia su colaboración con Yps de Alemania y Televisión española (TVE) realiza otro reportaje sobre el artista desde Barcelona. Asimismo, participa en las siguientes exposiciones:
- 1979 Exposición Itinerante Anti-imperialista en el Ayuntamiento de Valencia.
- 1986 Seleccionado en la VII convocatoria de Artes Plásticas de la Diputación Provincial de Alicante.
- 1986 Seleccionado en la convocatoria Artes de Valdepeñas, Madrid.
- 1988 Exposición subvencionada por el Ayuntamiento de Valencia en el Círculo de Bellas Artes de Valencia. Exposición Sala de Cultura de Altea en Alicante.
- 1993 Exposición en la galería de arte M. Blanchard, Alicante.
- 1996 Exposición Sala Juana Francés de la Consellería de Cultura Valenciana y Centro Eusebio Sempere, Alicante.
- 2000 Exposición en la galería de arte Muro, Valencia.
- 2003 Colectiva "Panorama 2003" Galería Muro, Valencia.
- 2004 Colectiva galería 11 Alicante.
- 2007 Colectiva galería de arte Muro, Valencia.
- 2008 Retrospectiva en el Castillo Santa Bárbara de Alicante promovida por el Consorcio de Museos de la Comunidad valenciana. Más de 15000 visitas!
- Exposiciones póstumas.
- 2023 Donaciòn de 12 obras al museo del Mubag de Alicante. Por parte de su hijo Esdras Serna Pichat. La donaciòn fue aceptada por el Museo.
- 2024, exposición individual en la sala Oviedo Montllor, en Alcoy. Comisariada por su hijo Esdras Serna Pichat.
- 2024, exposición colectiva en la Galería Efe Serrano en Cieza  de Murcia.
- Exposición colectiva en Sala Dalmau en Barcelona. Mediados de noviembre del 2024. https://www.instagram.com/reel/DCVEhCyqC9S/?igsh=MTM3dmp0bDN3d2Jvag%3D%3D
- Exposición individual en el Colegio de Médicos de Alicante" la Coma" 13 de febrero del 2025. Comisario de la exposición  José Palao.

## Obra
Su obra pictórica se encuentra en colecciones diversas: Rothschild, WeisWellwe, Waterman, Offenstat, Hellman (todas de Estados Unidos), Martin Ferrand, Castelló, Rovira, Oltra y otras en España, así como en Alemania, Bélgica, Italia, Escocia, Holanda y Portugal (Museu D'Ovar).
Ha sido reproducida:
- "Fetichisme et amour" de R. Villeneuve, París.
- "Erotisme et amour" de Xavier Domingo.
- Portada en "Fait Public", y otras.
- Gaceta del Arte.
- Publicaciones de viñetas de Gulliver en la revista SER PADRES en Grecia, Alemania, etc.
- Diccionario de pintores valencianos
- Ilustraciones de portadas de libros de edición de bolsillo en París.

Su pintura es una abstracción expresionista con connotaciones surrealistas, y algunas incursiones en el cubismo. El desarrollo de su obra no es lineal, sino que son trayectorias que se entrecruzan en el tiempo y en el espacio, con una especial capacidad creativa y de renovación.[cita requerida]